# Rodin Potok
Rodin Potok falu Horvátországban Verőce-Drávamente megyében. Közigazgatásilag Suhopoljéhoz tartozik.

## Fekvése
Verőce központjától légvonalban 13, közúton 20 km-re délkeletre, községközpontjától légvonalban 8, közúton 10 km-re délre, Nyugat-Szlavóniában, a Bilo-hegységben, a Brežnica-patak völgyében, a Verőcéről Daruvárra menő főút és vasútvonal mentén, Pepelana és Dvorska között fekszik.

## Története
A közeli pepelanai kőkorszaki lelőhely bizonyítja, hogy Brežnica-patak völgyében már az őskorban éltek emberek. A falu a 20. század elején keletkezett Pčelić déli határrészén, Pepelana szomszédságában. Lakosságát 1931-ben számlálták meg először, akkor még 320-an lakták. Később számuk fokozatosan csökkent. 1991-ben 85 főnyi lakosságának 98%-a horvát nemzetiségű volt. 2011-ben a településnek 56 lakosa volt.

## Lakossága
| Lakosság változása | Lakosság változása | Lakosság változása | Lakosság változása | Lakosság változása | Lakosság változása | Lakosság változása | Lakosság változása | Lakosság változása | Lakosság változása | Lakosság változása | Lakosság változása | Lakosság változása | Lakosság változása | Lakosság változása | Lakosság változása |
| ------------------ | ------------------ | ------------------ | ------------------ | ------------------ | ------------------ | ------------------ | ------------------ | ------------------ | ------------------ | ------------------ | ------------------ | ------------------ | ------------------ | ------------------ | ------------------ |
| 1857               | 1869               | 1880               | 1890               | 1900               | 1910               | 1921               | 1931               | 1948               | 1953               | 1961               | 1971               | 1981               | 1991               | 2001               | 2011               |
| 0                  | 0                  | 0                  | 0                  | 0                  | 0                  | 0                  | 320                | 259                | 243                | 182                | 133                | 104                | 85                 | 68                 | 56                 |

(1931-től önálló település.)

## Nevezetességei
Szent Anna tiszteletére szentelt római katolikus kápolnája a suhopoljei plébánia filiája a falu keleti bejáratánál, a főutca északi oldalán áll. Kisméretű épület a déli oldalán alacsony, zömök harangtoronnyal, a bejárat előtt fából ácsolt, nyitott előcsarnokkal.